# Garraf

Położenie comarki na mapie Katalonii

Garraf – comarca leżąca na północno-wschodnim wybrzeżu Hiszpanii w regionie Katalonia. Zajmuje powierzchnię 185,3 km² i liczy 143 066 mieszkańców. Siedzibą comarki jest Vilanova i la Geltrú. Comarca w całości leży w prowincji Barcelona.

## Gminy
- Canyelles
- Cubelles
- Olivella
- Sant Pere de Ribes
- Sitges
- Vilanova i la Geltrú